# Långberget, Vännäs kommun
Långberget är ett naturreservat i Vännäs kommun i Västerbottens län.
Området är naturskyddat sedan 2016 och är 38 hektar stort. Reservatet omfattar en del av nordostsluttningen av Långberget. Reservatet består av granskog med inslag av lövträd.